# Пеглана кобасица
Пиротска пеглана кобасица је посебна врста кобасице која се прави по посебној рецептури, на специфичан начин који је карактеристичан искључиво за Пиротски крај.

## Настанак
Историја пеглане кобасице није прецизно утврђена — не зна се тачно кад се први пут јавља и како је настала, с обзиром да је подручје горњег Понишавља на обронцима Старе планине где се она производи, од давнина, па и данас познато као сточарско.
Постоје приче које кажу да потиче из периода када је Србија била под Турском, што објашњава изостанак свињског меса у њеном саставу. Ова прича има смисла и историјску подлогу, али без конкретних података о томе.
Друга прича датира из 19. века када је наводно краљ Милан Обреновић за време своје владавине одлучио да смањи преобиман сточни фонд на Старој планини и спречи даље уништење флоре.
За ту сврху донета је законска одредба која је налагала ондашњим сељацима смањење броја стоке.
Како не би били на губитку и ризиковали кварење меса почели су да праве пеглану кобасицу која због начина припреме има дуг рок трајања.

## Начин израде
Не постоји универзална рецептура пеглане кобасице, већ сваки произвођач има свој однос и размеру састојака које користи који се годинама преносио са колена на колено.
Оно што је универзално у овом случају је да се за израду никад не користи свињско месо. Све остале врсте термички необрађеног меса (говеђе, овчије, козије, коњско...) су прихватљиве.
Сем тога од састојака се користе још и љута паприка, бели лук, со и комбинација различитих трава које дају посебан укус и мирис.
Најбољи укус се постиже комбинацијом различитих врста меса, а за праву пеглану кобасицу су прихватљива само грла узгајана на Старој планини.
Самлевено и умешено месо се пуни у говеђе црево и веже на оба краја, које кад се окачи да виси формира потковицу — облик карактеристичан за ову кобасицу.
Даљи поступак подразумева сушење на ваздуху 20 до 30 дана, некад и дуже, зависно од температуре, без икакве термичке обраде, за време ког се кобасица свакодневно, некад и два пута дневно пегла стакленом флашом како би из ње изашао сав ваздух и влага, који су кључни за дуготрајност производа.
Процес сушења кобасице се назива зрење. То је дуготрајан процес који се одвија једном годишње, у зимским месецима због тога што ваздух мора бити хладан и без влаге.
Сигуран знак да је зрење готово је бела боја на омотачу, постигнута тврдоћа кобасице и препознатљив мирис.
Због свог састава и специфичног начина израде пеглана кобасица важи за еколошки и најздравији сухомеснати производ.
Пиротска пеглана кобасица се традиционално служи уз пиротски качкаваљ и ракију, или уз коштуњаво воће.

## Туристички потенцијал
Сам Пиротски крај је надалеко познат по овом скупом, специфичном деликатесу, с обзиром да се нигде другде у свету не прави.
Туристичка организација града Пирота је препознала тај потенцијал и већ више година успешно организује гастрономску манифестацију од националног значаја под називом Сајам пиротске пеглане кобасице, која поред домаћих туриста из разних крајева привлачи и стране госте који су чули за надалеко познату пеглану кобасицу.
У току је и процес заштите географског порекла пеглане кобасице, која је већ дужи низ година бренд Пиротског краја.